# 真宮ゆず
真宮 ゆず（まみや ゆず）は日本の女性声優。主にアダルトゲームに声をあてている。

## 人物
声優に興味を持ったきっかけは、小さかったころはＴＶのアニメキャラクターは自分でしゃべっているものだと思っていたが、実は人が喋って声を当ててるのだと知って「すごくおもしろい」と思ったことから。
初めてエッチシーンを演じるにあたっては抵抗も特になく、事前にアダルトゲームをプレイするなど勉強をしてしっかり下準備を整えて収録に臨んだ結果、「（平気すぎて）処女感がない」と言われたという。

## 出演作品

### アダルトゲーム
※太字はメイン・ヒロインキャラクター

#### 2008年
- BackStage（水鏡 沙織）[2]
- ぴこぴこ 〜恋する気持の眠る場所〜（N/A）[3]
- ちゅうちゅうナース（成瀬 さゆみ）

#### 2009年
- シスターまじっく!（高槻 乃々美）[4]
- 絶対可憐! お嬢様っ（指宿 ましろ）[5]
- 終わりなき夏 永遠なる音律（越野 可憐）[6]
- しこたまスレイブ -あるじで姉妹な天使と悪魔-（唐木 千尋）[7]

#### 2010年
- シェイプシフター（イルダーナ・ラファーダ）[8]
- Areas 恋する乙女の3H（リィズ・フランネル）[9]
- Maximum Magic（ミレーユ＝フォーマルハウト）[10]
- 廻り巡ればめぐるときっ!?（小屋敷 美遥）[11]
- おしかけ!アントルメ（宮古 志麻）
- 暁遥かなり2（大咲大尉）
- Chu×Chuアイドる2 -melodies×memories-（朝倉 麗華）[12]
- しゃーまんず・さんくちゅあり（真陸 紗凪）[13]

#### 2011年
- スイートロビンガール（エレン・マス）[14]
- 神採りアルケミーマイスター（エミリッタ）[15]
- ラブ☆キス（山上 理紗）[16]
- Chu×Chu! on the move〜絢爛時空の歌姫祭〜（朝倉 麗華[17]）

#### 2012年
- グランリブラアカデミー（イブリス・ゼネレイド）[18]
- 魔王のくせに生イキだっ!（エレアノール・エスト・ロートシルト）[19]
- あえて無視するキミとの未来 〜Relay broadcast〜（鬼藤 小豆）[20]

#### 2013年
- 大図書館の羊飼い a good librarian like a good shepherd（嬉野 紗弓実）[21]
- みんな捧げちゃう!（風早 音葉）[22]
- ミニパイくれ〜ま〜 〜文句を言いたいのにおっぱいが感じちゃう〜（高橋 由梨奈）[23]
- Magical Marriage Lunatics!! 〜マジカル マリッジ ルナティクス〜（ルルーナ）[24]
- 魔王のくせに生イキだっ!2 〜今度は性戦だ!〜（エレアノール・エスト・ロートシルト）[25]
- バレーコーチんぐ!〜崖っぷちな俺と、バレー部員達とのエッチでドキドキ合宿猛特訓!〜（八乙女 美鈴）[26]
- オトメスイッチ 〜彼が持ってる彼女のリモコン〜（水谷 通草）[27]
- 十六夜のフォルトゥーナ（九条 乙女）[28]
- 戦国†恋姫〜乙女絢爛☆戦国絵巻〜（今川 鞠 氏真）[29]

#### 2014年
- ドコのドナタの感情経路（大伴 翼）[30]
- 恋式マニュアル（夏森 奏多）[31]
- 大図書館の羊飼い -Dreaming Sheep-（嬉野 紗弓実）[32]
- Love Sweets（音無 櫛無）[33]
- ジンコウガクエン2（晴）[34]※キャラクター名ではなくキャラクターの性格の一つ
- 魔王のくせに生イキだっ!とろとろトロピカル!（エレアノール・エスト・ロートシルト）[35]
- なないろリンカネーション（伊予）[36]
- まぞまい Mな妹のエッチなおねだり（楠之 鏡）[37]

#### 2015年
- サノバウィッチ（アカギ）[38]
- ミライカノジョ（豊多 唯月）[39]
- 恋魂（影守 かなで）[40]
- おお勇者よ、イってしまうとは情けない!（カミラ・グレンタレット）[41]
- ハラミタマ（二条 倫寧）[42]

#### 2016年
- あけいろ怪奇譚（伊予）[43]
- 戦国†恋姫X〜乙女絢爛☆戦国絵巻〜（今川 鞠 氏真）[44]
- 千恋*万花（鞍馬 小春）[45]
- Liber_7 永劫の終わりを待つ君へ（天塚 未來）[46]

#### 2018年
- キュートリゾート ～しようよ エッチなアクティビティ～（水谷 通草）

#### 2019年
- Sugar*Style（宮前 エリカ）

#### 2020年
- 保健室のセンセーとシャボン玉中毒の助手（シロバナ）[47]

#### 2022年
- 保健室のセンセーとゴスロリの校医（シロバナ）[48]
- 保健室のセンセーと小悪魔な生徒会長（シロバナ）[49]

### CD
- スイートロビンガール オリジナルサウンドトラック
- あえて無視するキミとの未来 ドラマCD『キミとの未来は輝いて！』（鬼藤 小豆）
- 『大図書館の羊飼い』マキシシングル「明日への栞」
- 大図書館の羊飼い 〜ボーカルコレクション〜

### 歌
- We Wish You a Merry Christmas
  - 歌：フィオナ（クボタハルカ）＆エレン（真宮ゆず）＆メグ（雪都さお梨）＆プリス（有栖川みや美）
- Dear Smile -Tricolour Trio's Ver.-
  - 歌：望月真帆（波奈束風景）・芹沢水結（朝倉鈴音）・嬉野紗弓実（真宮ゆず）